# DHB-Pokal der Frauen 1977
Die Spiele um den 1977 zum dritten Mal ausgespielten DHB-Pokal der Frauen umfassten lediglich zwei Runden. Teilnahmeberechtigt waren nur die drei Teilnehmer an der Meisterschaftsendrunde, die dort nicht den Titel gewonnen hatten. Die Teilnehmer waren TuS Eintracht Minden, SV Bayer 04 Leverkusen sowie der TSV Rot-Weiß Auerbach, der als Deutscher Vizemeister für das Pokalendspiel gesetzt wurde. Der TSV GutsMuths Berlin war zuvor Deutscher Meister geworden und nahm daher nicht am Pokalwettbewerb teil und konnte den zuvor zwei Mal gewonnenen Titel somit nicht verteidigen. In einem Halbfinale mit Hin- und Rückspiel wurden der zweite Finalist ermittelt. Das Endspiel fand am 7. Mai 1977 in Vellmar statt. Der TuS Eintracht Minden gewann den Titel und qualifizierte sich damit für den Europapokal der Pokalsieger, schied dort jedoch bereits in der 1. Runde gegen den jugoslawischen Vertreter RK Novi Sad aus.

## Wettbewerb

### Halbfinale
| Datum      |                        | Gesamt |                      | Hinspiel | Rückspiel |
| ---------- | ---------------------- | ------ | -------------------- | -------- | --------- |
| April 1977 | SV Bayer 04 Leverkusen | 25:25  | TuS Eintracht Minden | 15:12    | 10:13     |

### Finale
| Datum      |                      | Ergebnis    |                       |
| ---------- | -------------------- | ----------- | --------------------- |
| 07.05.1977 | TuS Eintracht Minden | 18:10 (7:4) | TSV Rot-Weiß Auerbach |